# Aglaophyton major
Aglaophyton major é uma espécie fóssil de planta que viveu durante o Devónico inferior. Esta espécie foi classificada pela primeira vez em 1917 como Rhynia major a partir dos trabalhos de  Kidston & Lang e posteriormente foi renomeada em 1986 em resultado de novas análises. A partir dos dados obtidos pelo estudo da jazida de Rhynie Cherte, onde a espécie foi descoberta, foi possível determinar que esta espécie vegetal vivia sobre substratos ricos em matéria orgânica e com grande humidade ambiental.